# André Devaux
Pour le philosophe, voir André-A. Devaux.
Pour les articles homonymes, voir Devaux.
André Émile Devaux  (né le 4 août 1894 à Laon - mort le 28 février 1981 à Chaumont) est un athlète français spécialiste du 400 mètres.
Licencié au Racing Club de France, il remporte le titre de champion de France du 400 m en 1914. En 1920, il participe aux Jeux olympiques d'Anvers et décroche la médaille de bronze du relais 4 × 400 mètres aux côtés de Géo André, Maurice Delvart et Gaston Féry. L'équipe de France, qui établit le temps de 3 min 24 s 8, s'incline face aux États-Unis et l'Afrique du Sud.
Ses records personnels sont de 24 s 4 sur 200 m (1914) et 51 s 2 sur 400 m (1914).

## Palmarès
| Date | Compétition     | Lieu   | Résultat | Discipline       |
| ---- | --------------- | ------ | -------- | ---------------- |
| 1920 | Jeux olympiques | Anvers | 3e       | Relais 4 × 400 m |